# Xã Ring Thunder, Quận Mellette, Nam Dakota
Xã Ring Thunder (tiếng Anh: Ring Thunder Township) là một xã thuộc quận Mellette, tiểu bang Nam Dakota, Hoa Kỳ. Năm 2010, dân số của xã này là 13 người.